# Campionato europeo della montagna 2016
Il Campionato europeo della montagna 2016, sessantaseiesima edizione della manifestazione organizzata dalla Federazione Internazionale dell'Automobile, si è svolto tra il 12 aprile e il 20 settembre 2016 su dodici tappe disputatesi in altrettanti Paesi.
Il campione uscente, l'italiano Simone Faggioli si aggiudicò il suo nono titolo continentale nella Categoria II, l'ottavo consecutivo e il terzo al volante della Norma M20 FC-Zytek, vincendo 7 gare sulle 12 disponibili, lasciandone quattro al connazionale Christian Merli su Osella FA30 e una al pilota lusitano Pedro Salvador, ach'egli su Norma M20-Zytek.

In Categoria I il macedone Igor Stefanovski, detentore dei  titoli 2014 e 2015 (vinti su Mitsubishi Lancer Evo IX), non prese parte al campionato 2016 e pertanto la vittoria finale andò al serbo Nikola Miljković, sempre su Mitsubishi Lancer Evo IX.

## Calendario prove[1]
| Tappa | Data         | Corsa                                                               | Sede                       | Vincitore                            |
| ----- | ------------ | ------------------------------------------------------------------- | -------------------------- | ------------------------------------ |
| 1     | 17 aprile    | 44ème Course de Côte Internationale St-Jean du Gard - Col St-Pierre | Saint-Jean-du-Gard Francia | Simone Faggioli - Norma M20 FC-Zytek |
| 2     | 24 aprile    | Grosser Bergpreis von Österreich Rechberg-Rennen                    | Tulwitz Austria            | Christian Merli - Osella FA30-RPE    |
| 3     | 8 maggio     | 37ª Rampa Internacional da Falperra                                 | Braga Portogallo           | Pedro Salvador - Norma M20 FC-Zytek  |
| 4     | 15 maggio    | XLV Subida Internacional al Fito 2016                               | Arriondas Spagna           | Simone Faggioli - Norma M20 FC-Zytek |
| 5     | 5 giugno     | Ecce Homo Šternberk 2016                                            | Šternberk Rep. Ceca        | Christian Merli - Osella FA30-RPE    |
| 6     | 26 giugno    | 55ª Coppa Paolino Teodori                                           | Ascoli Piceno Italia       | Simone Faggioli - Norma M20 FC-Zytek |
| 7     | 10 luglio    | 8th Hill Climb Limanowa                                             | Limanowa Polonia           | Christian Merli - Osella FA30-RPE    |
| 8     | 17 luglio    | Dobšinský kopec 2016                                                | Dobšiná Slovacchia         | Simone Faggioli - Norma M20 FC-Zytek |
| 9     | 31 luglio    | Internationale ADAC Glasbachrennen                                  | Bad Liebenstein Germania   | Simone Faggioli - Norma M20 FC-Zytek |
| 10    | 21 agosto    | Course de Côte Internationale St-Ursanne – Les Rangiers             | Saint-Ursanne Svizzera     | Simone Faggioli - Norma M20 FC-Zytek |
| 11    | 4 settembre  | 22. GHD Petrol Ilirska Bistrica 2016                                | Ilirska Bistrica Slovenia  | Simone Faggioli - Osella FA30-Zytek  |
| 12    | 18 settembre | 35. Buzetski dani                                                   | Buzet Croazia              | Christian Merli - Osella FA30-RPE    |

## Classifiche
Per ogni Gruppo vengono assegnati punti ai primi dieci classificati nel seguente ordine: 25-18-15-12-10-8-6-4-2-1 e se vi sono 3 o meno iscritti, il punteggio viene dimezzato. Vengono inoltre scartati i due peggiori risultati ottenuti, di cui uno nelle prime sei gare e uno nelle seconde sei.

### Categoria I[15]
| Pos. | Pilota              | Vettura                    | Gruppo  | Francia (bandiera) | Austria (bandiera) | Portogallo (bandiera) | Spagna (bandiera) | Rep. Ceca (bandiera) | Polonia (bandiera) | Italia (bandiera) | Slovacchia (bandiera) | Germania (bandiera) | Svizzera (bandiera) | Slovenia (bandiera) | Croazia (bandiera) | Punti |                    |
| ---- | ------------------- | -------------------------- | ------- | ------------------ | ------------------ | --------------------- | ----------------- | -------------------- | ------------------ | ----------------- | --------------------- | ------------------- | ------------------- | ------------------- | ------------------ | ----- | ------------------ |
| 1    | Nikola Miljković    | Mitsubishi Lancer Evo IX   | N+3000  | 25                 | 25                 | 0                     | 25                | 25                   | 18                 | 18                | 0                     | 25                  | 25                  | 25                  | 25                 | 236   | foto Rechberg      |
| 2    | Christian Schweiger | Mitsubishi Lancer Evo VIII | A+3000  | 25                 | 25                 | 0                     | 25                | 18                   | 25                 | 18                | 18                    | 0                   | 25                  | 25                  | 25                 | 229   | foto Rechberg      |
| 3    | Antonio Migliuolo   | Mitsubishi Lancer Evo IX   | N+3000  | 18                 | 18                 | 25                    | 18                | 0                    | 25                 | 25                | 18                    | 18                  | 18                  | 0                   | 0                  | 183   | foto Rechberg      |
| 4    | Lukáš Vojáček       | Mitsubishi Lancer Evo VIII | A+3000  | 15                 | 15                 | 0                     | 18                | 15                   | 15                 | 15                | 25                    | 18                  | 0                   | 15                  | 18                 | 169   | foto Rechberg      |
| 5    | "Tessitore"         | Porsche 997 GT3 Cup        | GT+3000 | 0                  | 12.5               | 15                    | 18                | 25                   | 12.5               | 12.5              | 25                    | 18                  | 0                   | 12.5                | 12.5               | 163.5 | foto Rechberg      |
| 6    | Tomáš Vavřinec      | Mitsubishi Lancer Evo IX   | N+3000  | 12                 | 15                 | 0                     | 15                | 15                   | 15                 | 15                | 12                    | 15                  | 0                   | 18                  | 18                 | 150   | foto Rechberg      |
| 7    | Martin Jerman       | Lamborghini Gallardo       | GT+3000 | 15                 | 9                  | 0                     | 15                | 18                   | 9                  | 0                 | 18                    | 15                  | 18                  | 9                   | 9                  | 135   | foto Rechberg      |
| 8    | Jaromír Malý        | Mitsubishi Lancer Evo VIII | A+3000  | 18                 | 0                  | 0                     | 0                 | 25                   | 18                 | 25                | 0                     | 25                  | 0                   | 18                  | 0                  | 129   | Foto Coppa Teodori |
| 9    | Tonino Cossu        | Honda Civic Type-R         | N-2000  | 15                 | 0                  | 15                    | 6                 | 0                    | 12                 | 0                 | 0                     | 12                  | 15                  | 4                   | 0                  | 79    | Foto Col St-Pierre |
| 10   | Nicolas Werver      | Porsche 997 GT3 Cup        | GT+3000 | 25                 | 0                  | 0                     | 0                 | 0                    | 0                  | 0                 | 0                     | 25                  | 25                  | 0                   | 0                  | 75    | Foto Col St-Pierre |

### Categoria II[16]
| Pos. | Pilota            | Vettura                  | Gruppo     | Francia (bandiera) | Austria (bandiera) | Portogallo (bandiera) | Spagna (bandiera) | Rep. Ceca (bandiera) | Italia (bandiera) | Polonia (bandiera) | Slovacchia (bandiera) | Germania (bandiera) | Svizzera (bandiera) | Slovenia (bandiera) | Croazia (bandiera) | Punti |                    |
| 1    | Simone Faggioli   | Norma M20 FC-Zytek       | E2-SC 3000 | 25                 | 25                 | 0                     | 25                | 25                   | 25                | 25                 | 25                    | 25                  | 25                  | 25                  | 0                  | 250   | foto Rechberg      |
| 2    | Christian Merli   | Osella FA30-RPE          | E2-SS 3000 | 25                 | 25                 | 0                     | 25                | 25                   | 25                | 25                 | 0                     | 25                  | 25                  | 18                  | 25                 | 243   | foto Rechberg      |
| 3    | Vladimír Vitver   | Audi TT-R DTM            | E2-SH+3000 | 18                 | 15                 | 0                     | 25                | 25                   | 18                | 12                 | 25                    | 25                  | 18                  | 18                  | 0                  | 199   | foto Rechberg      |
| 4    | Paride Macario    | Osella FA30              | E2-SS 3000 | 18                 | 15                 | 0                     | 18                | 18                   | 18                | 18                 | 25                    | 18                  | 0                   | 25                  | 0                  | 173   | foto Rechberg      |
| 5    | Dan Michl         | Lotus Elise WR16         | E2-SH 3000 | 0                  | 12                 | 0                     | 0                 | 18                   | 25                | 18                 | 18                    | 18                  | 25                  | 25                  | 0                  | 159   | foto Coppa Teodori |
| 6    | Marco Capucci     | Osella PA21S             | CN-2000    | 9                  | 25                 | 0                     | 25                | 9                    | 15                | 18                 | 0                     | 18                  | 0                   | 0                   | 12                 | 131   | foto Rechberg      |
| 7    | Christian Bouvier | Wolf GB08                | CN-2000    | 10                 | 18                 | 0                     | 18                | 0                    | 10                | 15                 | 12.5                  | 15                  | 0                   | 12.5                | 15                 | 126   | foto Rechberg      |
| 8    | Fabien Bouduban   | Norma M20 FC             | E2-SC 2000 | 18                 | 15                 | 0                     | 12                | 0                    | 12                | 18                 | 12                    | 0                   | 12                  | 6                   | 18                 | 123   | foto Rechberg      |
| 9    | Fulvio Giuliani   | Lancia Delta Evo         | E2-SH+3000 | 25                 | 18                 | 0                     | 0                 | 10                   | 15                | 0                  | 0                     | 10                  | 10                  | 15                  | 15                 | 118   | foto Rechberg      |
| 10   | Jiří Los          | Mitsubishi Lancer Evo IX | E2-SH+3000 | 15                 | 0                  | 0                     | 18                | 12                   | 0                 | 8                  | 12                    | 12                  | 15                  | 0                   | 25                 | 117   | foto Col St-Pierre |